# توکای پولکی
توکای پولکی (نام علمی: Zoothera dauma) یکی از اعضای خانواده توکایان (Turdidae) است.
در تایگای مخروطیان نمناک، عمدتاً در هیمالیا تا مالزی تولیدمثل می‌کند.